# 離婚パーティー
『離婚パーティー』（りこんパーティー）は、1993年5月24日 - 7月16日にTBS「花王 愛の劇場」枠にて放送された日本の昼ドラマである。「花王 愛の劇場」25周年記念作品。全40話。

## キャスト
- 野川（森田）さわ子 - 石野真子
普段は作詞家だが、2度の離婚経験を持つことからワイドショー番組のコメンテーターとしても活動する。
- 桜井千里 - 秋本奈緒美
- 野川裕二 - 豊原功補
- 南原静夫 - 郷田ほづみ
- 桜井良輔 - 浅野和之
- 桜井久雄 - 高松英郎
- 矢島恵美 - 石井苗子
- 岸本信太郎 - 中村浩美
- 岩瀬保 - 池中深
- 津山一樹 - 松野大介
- 片桐梓 - 立枝歩
- デビット伊東
- 常盤貴子
- 新井深志

### 備考
- 第1話では大塚純子がゲスト出演しており、当時リリースしたシングル『キャミソールから祈りをこめて』[1]をレコーディング・スタジオで歌唱するシーンがある。
- 製作の泉放送制作は1988年に同じ石野真子が主演をしていた『ママの色鉛筆』も制作していた。ただし、その当時と制作スタッフは変わっている。

## スタッフ
- 脚本 - 鈴木貴子
- 音楽 - 齋藤昇
- 演出 - 福田真治、小池唯一
- 製作 - 泉放送制作・TBS

## 主題歌
- 『素直になれたら』

作詞・作曲：三浦和人／編曲：萩田光雄／歌：三浦和人